# Katy Dunne
Katy Dunne (* 16. Februar 1995 in Hemel Hempstead, Hertfordshire) ist eine britische Tennisspielerin.

## Karriere
Dunne spielt hauptsächlich Turniere auf der ITF Women’s World Tennis Tour, auf der sie bisher neun Einzel- und acht Doppeltitel gewann. Auf der WTA Tour erreichte sie 2014 in Birmingham erstmals ein Hauptfeld, nachdem sie sich mit einer Wildcard ausgestattet erfolgreich durch die Qualifikation gespielt hatte.
Bei Grand-Slam-Turnieren trat Dunne bisher nur bei den Wimbledon Championships in Erscheinung; sie erhielt dort von 2012 bis 2017 eine Wildcard für die Qualifikation, schied allerdings jeweils in der ersten oder zweiten Qualifikationsrunde aus. 2018 sicherte ihr die Wildcard einen Start im Hauptfeld von Wimbledon, wo sie sich in der ersten Runde der an 12 gesetzten Jelena Ostapenko geschlagen geben musste.
Ihre besten Weltranglistenpositionen erreichte sie im Doppel mit Rang 135 im Juli 2018 und im Einzel mit Rang 212 im Mai 2018.

## Turniersiege

### Einzel
| Nr. | Datum             | Turnier                   | Kategorie   | Belag     | Finalgegnerin              | Ergebnis      |
| --- | ----------------- | ------------------------- | ----------- | --------- | -------------------------- | ------------- |
| 1.  | 1. Dezember 2013  | Rethymno                  | ITF $10.000 | Hartplatz | Lisanne van Riet           | 6:3, 6:4      |
| 2.  | 15. Dezember 2013 | Scharm asch-Schaich       | ITF $10.000 | Hartplatz | Klaartje Liebens           | 6:3, 6:0      |
| 3.  | 19. Juli 2014     | Imola                     | ITF $15.000 | Teppich   | Deniz Khazaniuk            | 6:1, 6:3      |
| 4.  | 15. August 2015   | Chiswick                  | ITF $10.000 | Hartplatz | Emily Arbuthnott           | 6:3, 6:3      |
| 5.  | 9. September 2017 | Kyoto                     | ITF $15.000 | Hartplatz | Michika Ozeki              | 6:2, 7:62     |
| 6.  | 5. Mai 2019       | Les Franqueses del Vallès | ITF $60.000 | Hartplatz | Paula Badosa Gibert        | 7:5, 6:3      |
| 7.  | 11. Dezember 2022 | Scharm asch-Schaich       | ITF W15     | Hartplatz | Lamis Alhussein Abdel Aziz | 6:2, 6:2      |
| 8.  | 18. Dezember 2022 | Scharm asch-Schaich       | ITF W15     | Hartplatz | Nahia Berecoechea          | 6:3, 6:2      |
| 9.  | 5. August 2023    | Foxhills                  | ITF W25     | Hartplatz | Talia Gibson               | 6:4, 3:6, 6:4 |

### Doppel
| Nr. | Datum             | Turnier             | Kategorie   | Belag     | Partnerin        | Finalgegnerinnen                      | Ergebnis          |
| --- | ----------------- | ------------------- | ----------- | --------- | ---------------- | ------------------------------------- | ----------------- |
| 1.  | 29. November 2013 | Rethymno            | ITF $10.000 | Hartplatz | Sarah Beth Askew | Margarita Lasarewa Lisanne van Riet   | 2:6, 6:4, [10:5]  |
| 2.  | 7. Dezember 2013  | Scharm asch-Schaich | ITF $10.000 | Hartplatz | Harriet Dart     | Csilla Borsányi Aminat Kuschkhowa     | 0:6, 6:4, [10:4]  |
| 3.  | 19. April 2014    | Scharm asch-Schaich | ITF $10.000 | Hartplatz | Anna Morgina     | Dong Xiaorong Pia König               | 7:5, 7:65         |
| 4.  | 26. April 2014    | Scharm asch-Schaich | ITF $10.000 | Hartplatz | Harriet Dart     | Yuka Mori Eden Silva                  | 6:4, 6:4          |
| 5.  | 14. Juli 2014     | Imola               | ITF $15.000 | Teppich   | Katie Boulter    | Anna Remondina Lisa Sabino            | 7:68, 6:3         |
| 6.  | 14. August 2015   | Chiswick            | ITF $10.000 | Hartplatz | Harriet Dart     | Emily Arbuthnott Freya Christie       | 6:2, 6:2          |
| 7.  | 21. Mai 2017      | Kurume              | ITF $60.000 | Teppich   | Tammi Patterson  | Erina Hayashi Robu Kajitani           | 6:73, 6:2, [10:4] |
| 8.  | 12. März 2018     | Mildura             | ITF $25.000 | Gras      | Gabriella Taylor | Alexandra Bozovic Olivia Tjandramulia | 5:7, 7:64, [10:5] |